# Hersin-Coupigny
Hersin-Coupigny är en kommun i departementet Pas-de-Calais i regionen Hauts-de-France i norra Frankrike. Kommunen ligger i kantonen Sains-en-Gohelle som tillhör arrondissementet Lens. År 2022 hade Hersin-Coupigny 6 098 invånare.

## Befolkningsutveckling
Antalet invånare i kommunen Hersin-Coupigny
| Referens: INSEE |